# Targa (computerfabrikant)
Targa GmbH is een Duitse computerfabrikant gevestigd in Soest in Noordrijn-Westfalen.
Het bedrijf maakt desktopcomputers, notebooks, randapparatuur en andere elektronische apparaten, waaronder digitale camera's, onder de merknamen Targa, Nytech en PowerFix.
De producten worden voornamelijk verkocht via de winkelketen Lidl.